# Euphyes dion
Euphyes dion là một loài bướm ngày thuộc họ Bướm nhảy. Nó được tìm thấy ở scattered populations along the Atlantic bờ biển của Bắc Mỹ, from miền tây Massachusetts and tây nam New York phía nam đến đông bắc Florida, phía tây đến đông bắc Texas, and phía bắc đến tây nam North Dakota, miền bắc Wisconsin, miền nam Ontario and miền nam Quebec. 

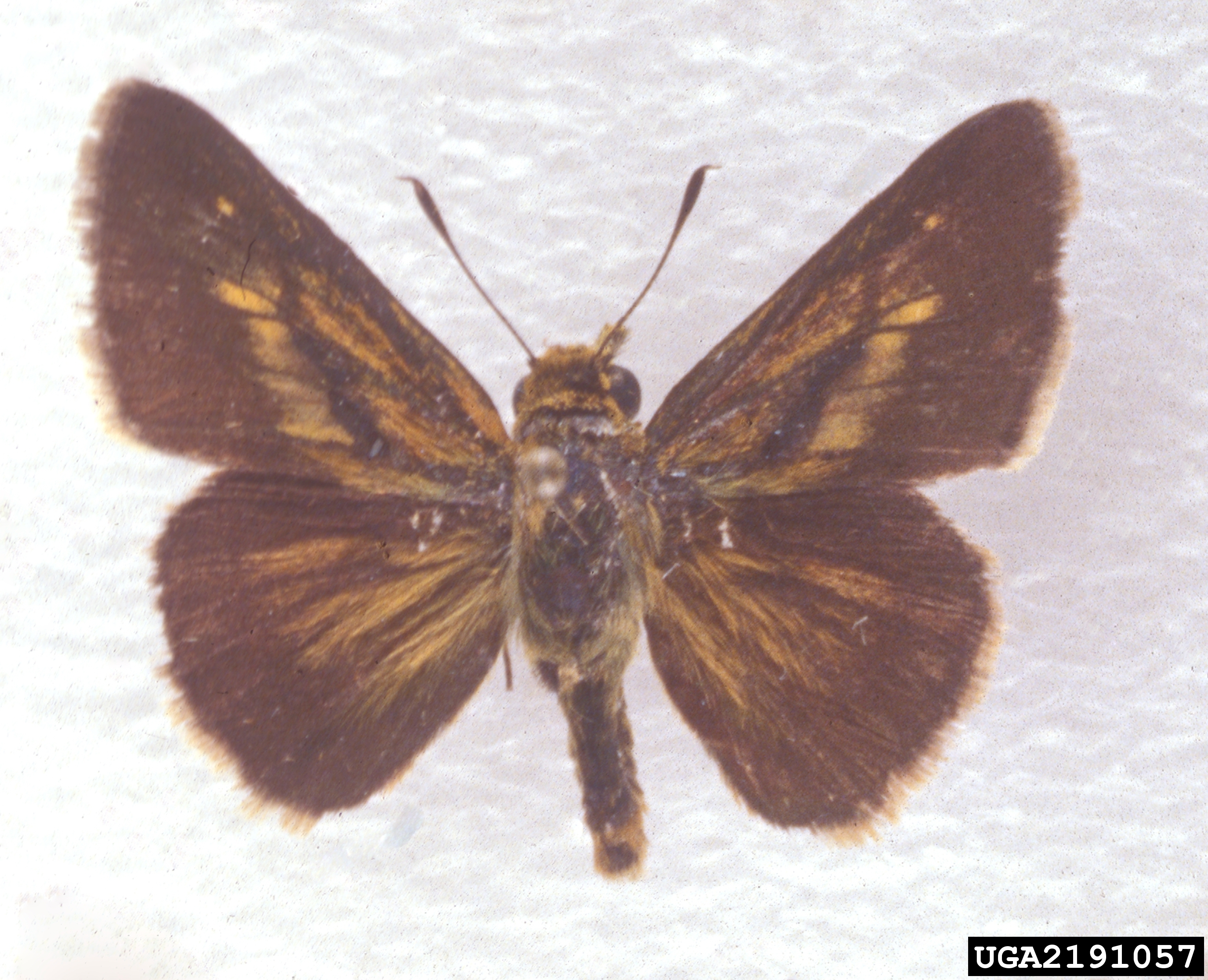
Euphyes dion alabamae

Sải cánh dài 37–45 mm. There is one generation con trưởng thành bay từ tháng 7 to đầu tháng 8 in phía bắc and two generations con trưởng thành bay từ tháng 5 đến tháng 9 in the south.
Ấu trùng ăn various sedges, bao gồm Scirpus cyperinus, Carex lacustris and Carex hyalinolepis. Adults feed on nectar from various flowers bao gồm pickerelweed, sneezeweed, buttonbush and Alsike clover.

## Phân loài
- Euphyes dion dion
- Euphyes dion alabamae (Lindsey, 1923)

## Hình ảnh
- Tập tin:Tập
- Tập tin:Tập